# Ranzania laevis
Ranzania laevis je nejmenší druh měsíčníka. Vedle malé velikosti se Ranzania laevis od ostatních měsíčníků liší prodlouženým tělem (u ostatních měsíčníků je tělo více dokulata). Jedná se o jediného zástupce rodu Ranzania.

## Výskyt
Ranzania laevis má cirkumpolární rozšíření v pelagických tropických, subtropických a mírných vodách všech oceánů. V Evropě je druh rozšířen od Skandinávie po Středozemní a Jaderské moře. Početný je mj. podél pobřeží Afriky, kolem Austrálie, Havaje, podél západního pobřeží Severní Ameriky od Kalifornie po Chile a na východním pobřeží Severní Ameriky od Floridy po jižní Brazílii. Vyskytuje se do hloubek 140 m.

## Popis
Jedná se o malého měsíčníka dosahujícího maximální délky těla 1 m. Stejně jako ostatní měsíčníci, Ranzania laevis má ocasní ploutev pouze v larválním stadiu. Během vývoje je zcela absorbována do těla a dospělci nemají ocasní ploutev vůbec. Dominantou zadní části těla je ocasní lem (clavus) s řitní ploutví s cirka 20 měkkými paprsky a hřbetní ploutev s cirka 18 měkkými paprsky. Tělo je dlouhé. po krajích obloukové, rypec je zašpičatělý. Povrch těla pokrývají jemné hexagonální šupiny. Barva těla je na horní straně tmavě modrá, boky a spodní část jsou stříbrné s různotvarými modrými, šedými, zelenými nebo hnědými pruhy nebo tečkami. Kolem očí se nachází tmavé proužky směřující odshora dolů.

## Biologie
I přes své poněkud nemotorně vypadající tělo se jedná o dovedné plavce, kteří dokáží vyskakovat nad hladinu. Živí se korýši ve stadiu planktonu, většími korýši, krakaticemi i dalšími měkkýši a menšími rybkami. Často se vyskytuje v početných hejnech. V Austrálii byly zaznamenány hromadná vyplavení na břeh.